# Kunst und Kultur der Asmat

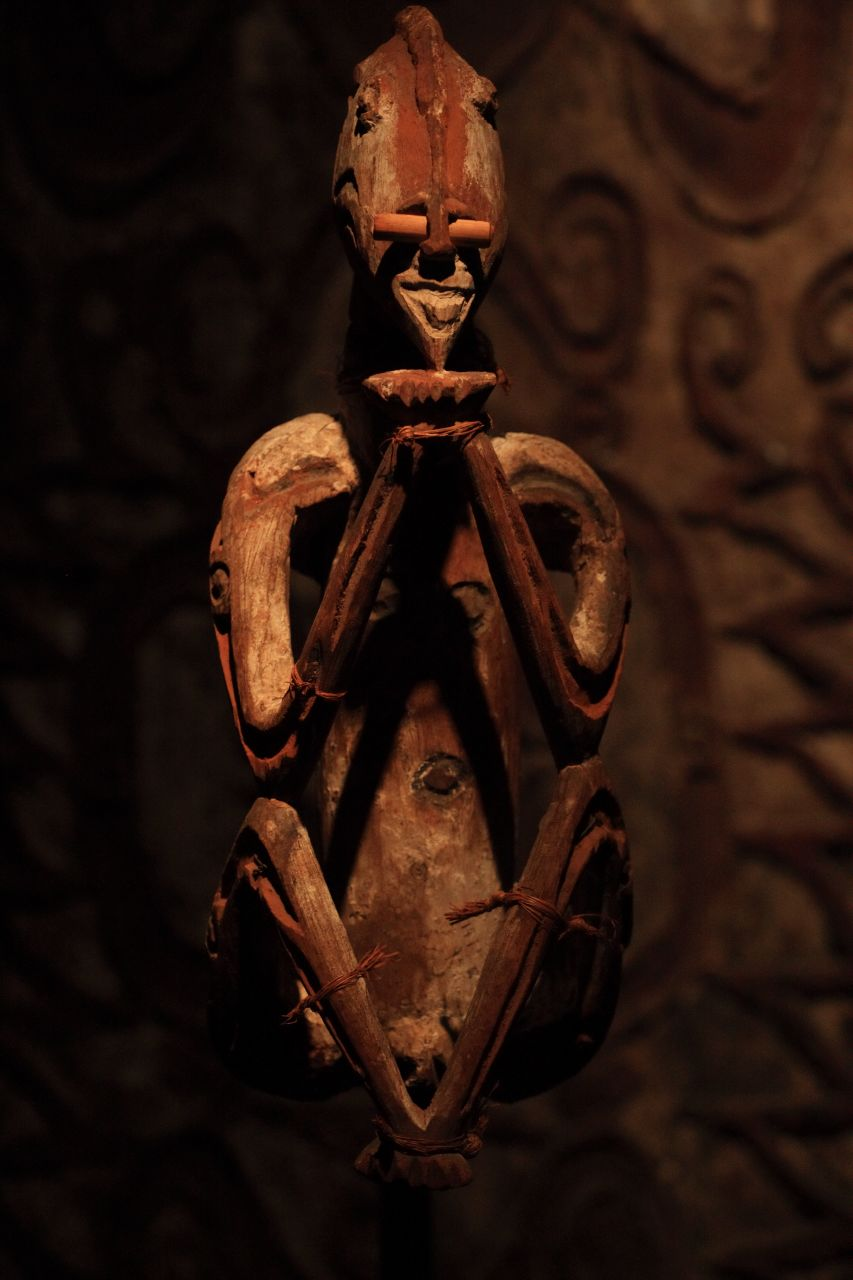
Frauenfigur aus dem nordwestlichen Asmatgebiet

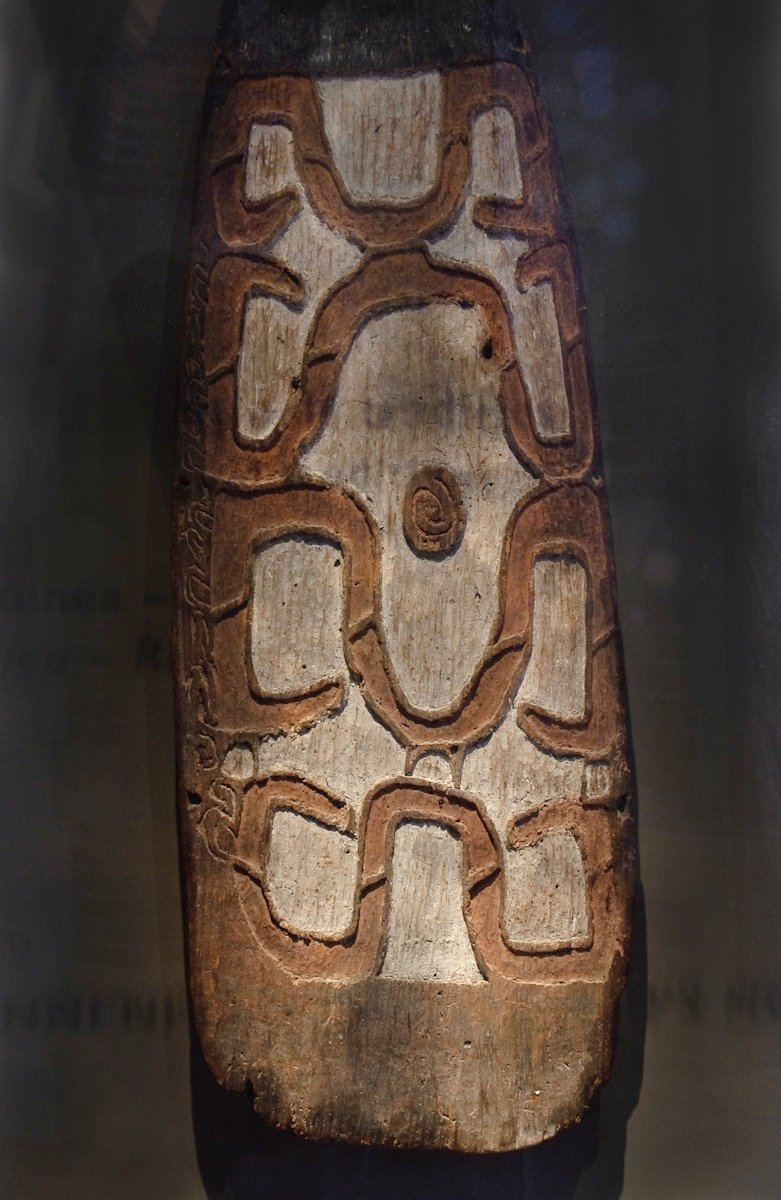
Asmatschild

Die Asmat sind ein Volk in Westneuguinea und gelten dort als außergewöhnliche Kulturgruppe. Hervorragend ist ihre Schnitzkunst. Gemeinhin wird von der Kunst und Kultur der Asmat gesprochen. Tatsächlich aber lässt sich eine unterschiedliche Dichte des Kunstschaffens der insgesamt zwölf unterschiedlichen Kulturgruppen dieser Ethnie feststellen. Betroffen sind davon die Objektspektren und die Häufigkeit der Herstellungen im traditionellen und modernen Kunstschaffen. Dafür verantwortlich sind die unterschiedliche Bedeutung des spezifischen Gebrauchs bestimmter Objekte für gesellschaftliche Veranstaltungen und daneben Umweltfaktoren.

## Kultur der Asmat
So finden sich die 7–10 m hohen Ahnenpfähle (auch: bis) insbesondere bei den Kulturgruppen der Bisman, Becembub und Simai. Die Gruppe der Yoreat hingegen sind die Meister des Baus von Seelenbooten (wuramon). Der Geisterpfahl (omu) wiederum ist eine Spezialität der Emari Ducur, während die Safan II-Gruppe mit Zeremonial-Krokodilen (binit) und die Kaimo mit großen Rundhölzern (basosuankus) aufwarten.
Masken- und Sagofeste sind ubiquitär anzutreffen, da sie Bestandteil kulturübergreifender Religiosität und entsprechenden Festverständnisses sind. Riten wie das bereits erwähnte Ahnenpfahlfest haben regionale und kulturgruppenspezifische Bedeutung. Versuche einzelner Kulturgruppen, Spezifika anderer Kulturgruppen bei sich zu integrieren, sind häufig gescheitert, weshalb man regelmäßig wieder Abstand von Adaption oder Synthese solcher Vorhaben nahm. Zumeist war dafür bereits ausschlaggebend, dass man den Tourismus fördern wollte, weil pekuniäre Interessen durch Außenstehende geweckt worden waren. So scheiterte beispielsweise der Versuch der Emari Ducur, (neuerdings) Seelenboote zu bauen und bei sich zu etablieren, weil man feststellen musste, dass eine Epidemiewelle Teile der Bevölkerung dahinraffte und man dies als schädlichen Ausfluss übergroßer Macht deutete, die gegen einen stand und derer man nicht Herr werden konnte. Im Ergebnis gab man das Vorhaben wieder auf. Dabei muss auch berücksichtigt werden, dass die mythischen Zugänge zu den Festhandlungen der Asmat – auch der Kulturgruppen untereinander – schwierig sind, da etliche Inhibitoren die Ausführung zeremonieller Handlungen erschweren. Solche sind: Zeugnisverbote und Sprachbarrieren.
Insgesamt kann festgehalten werden, dass viele kulturellen Riten und Veranstaltungen Teilaspekte eines einzigen großen Festzykluses sind, dem sog. je ti. Diese „Mutter“ aller Asmat-Feste ist in der Tradition aller Kulturgruppen in (kleinen) Teilen noch gemeinsam vorhanden und die unterschiedlichen Festgepflogenheiten lassen sich daraus ableiten. Den Bogen dafür spannen die in Asmat-Kreisen hochgeachteten Künstler (cescuipit). Diese bestimmen die Moral- und Handlungsvorgaben. Dies auch kulturgruppenübergreifend. Je nach Begabung teilen sich diese Künstler auf in die Gruppe der Sänger (soipit), Trommler (emipit), Mythenerzähler (tareyatakamipit) und letztlich Schnitzer (wowipit).

## Einfluss der Zivilisation auf die Kultur der Asmat
Im Gebiet der Asmat waren Kopfjagd und Kannibalismus verbreitet.
Als 1961 Michael C. Rockefeller, Sohn des damaligen Gouverneurs von New York und Vizepräsidenten, Nelson A. Rockefeller in einem Flussmündungsgebiet spurlos verschwand, wurde die Region ungeheuren Repressalien ausgesetzt. Kopfjagd, die dem Ausgleich der Asmat-Gruppen untereinander diente, wurde verboten, ebenso alle Feste und Riten. Jegliches Zubehör dafür wurde beschlagnahmt und/oder zerstört. Es spielte keine Rolle, ob Pfeile der Jagd dienten, sie waren nicht mehr erlaubt.
Anfang der 1970er Jahre fand ein Umdenken statt. Mit Hilfe der Rockefeller III-Foundation und der Asia Foundation wurde 1972 das Asmat Museum of Culture & Progress in Agats erbaut. Dieses Museum in Asmat, für die Asmat selbst errichtet und von ihnen als Kulturzentrum angenommen, ist bis heute einzigartig auf der Welt. Die indonesische Regierung erkannte den hohen Wert der Asmat-Kulturen. Sie lässt die Asmat mit ihren Traditionen wieder gewähren lassen. Das gilt allerdings nicht für die Kopfjagd oder kannibalistische Bestrebungen.
Soweit damit eine Beziehungsnormalisierung zwischen der indonesischen Obrigkeit und den Asmat zwar eingeleitet werden konnte, lässt sich seither andererseits feststellen, dass in allen Asmat-Kulturen zunehmend die auf den Tourismus ausgerichtete Souvenirarbeit die traditionelle Objektkunst ablöst. Da die echten Kulturgegenstände für die Kaufinteressenten regelmäßig zu groß sind, ließ man sich auf faktischen Umschwung ein. Hierin bestehen außergewöhnlich hohe Gefahren, denn die Authentizität der bedeutenden Schnitzkultur weicht einer Airport Art, wie sie in ähnlicher Art in Tansania bei den Makonde beklagt wird.
In Agats seit 1981 ausgetragene Künstlerwettbewerbe sollen die Kreativität der Teilnehmer reaktivieren helfen. Die Ergebnisse offenbaren allerdings den ganzen Zwiespalt der Asmat zwischen ihrer mythischen Tradition und oktroyierten Moderne.

## Die Kulturgruppen der Asmat (kulturgruppenspezifischer Überblick)

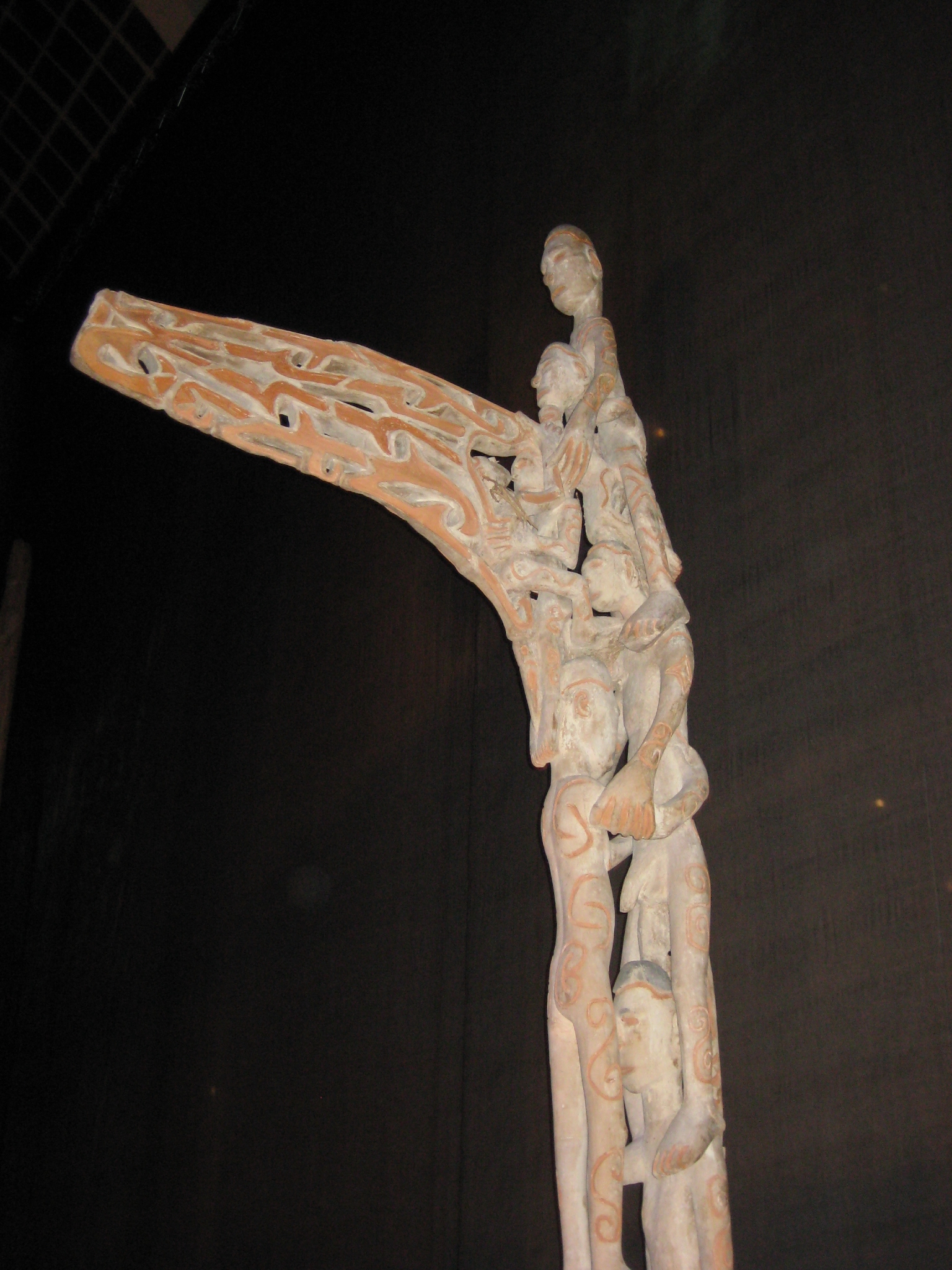
Ahnenpfahl der Asmat

Aus dem Inland in Richtung der Küste (Golf von Papua) und von Norden nach Süden orientiert, lassen sich folgende Kulturgruppen der Asmat unterscheiden:
- Bras
- Yupmakcain
- Unir Epmak (Tomor)
- Aramatak
- Emari Ducur
- Unir Siran (Keenok)
- Kenekap (Kaimo)
- Simai
- Yoerat
- Bismam
- Becembub
- Safan I
- Safan II

Zur Bemalung ihrer Objekte benutzen die Asmat für die Farbe Weiß, Muschelkalk, gelegentlich in Ermangelung von Muscheln (so bei den Stämmen im Inland, wie den Bras) auch Kaolin, für die Farbe Rot hämatithaltige Erde, die in nicht seltenen Fällen mit Pflanzensaft intensiviert wird, und für die Farbe Schwarz, Ruß oder Holzkohle. Die Trommeln werden regelmäßig mit Waranhäuten bespannt. Eine Rotanumflechtung gibt den notwendigen Halt.

## Differenzierung der Kulturgruppen
Folgende Differenzierungen lassen sich vornehmen:
- Die Bras-Gruppe feierte das Maskenfest mit dem jiwawoka-Maskentyp, weiterhin das Schild- und das Sagolarvenfest. Die Schilde wurden bis in die 1970er-Jahre noch mit Stein- und Knochenwerkzeugen gearbeitet. Eine Kunstentwicklung kann nicht festgestellt werden, allenfalls werden gelegentlich zum Verkauf hergestellte Kopien der traditionellen Schilde gefertigt. Kulturgruppenspezifische Objekte sind nicht bekannt.
- Bei der Yupmakcain-Gruppe gilt in etwa Ähnliches.
- Die Aramatak-Gruppe hielt in der Vergangenheit eine Vielzahl von Festen ab. Besonderheiten sind auch hier nicht erwähnensfähig.
- Die Unir-Epmak-Gruppe entwickelt sich nicht in Richtung einer Modernen zu. Schilde, Trommeln und Schalen sind aus vergangenen Tagen allerdings archiviert und bekannt.
- Die Emari-Ducur-Gruppe hielt eine Mehrzahl von Festen ab. Kulturgruppenspezifische Erwähnung dürften der Geisterpfahl, der Ahnenpfahl, vielzahlige Trommeln (mit Schildkröten- und Kakaduschnabelmotiven), Figuren, Schalen und Hörner finden. Auch hier wird allerdings beobachtet, dass traditionelle Objekte zu Verkaufszwecken kopiert werden.
- Die Unir Siran-Gruppe kennt eine Vielzahl von rituellen Festen, wie das Ahnenpfahlfest. Besonders bekannt sind auch die Ajour-Arbeiten dieser Asmat-Gruppe. Bei den Unir Siran lässt sich eine Kunstentwicklung in die Moderne beobachten. Dies betrifft Paneele, Figuren und Ahnenpfähle.
- Die Kenekap-Gruppe entwickelt für die Moderne gelegentlich interessante Figuren. Traditionell befasst sie sich mit verzierten Rundhölzern, Schilden und Instrumenten.
- Die Simai-Gruppe trägt allerhand Feste aus. Das Ahnenpfahlfest und das Hauspfahlfest haben große Bedeutung. Masken spielen eine ebenfalls bedeutende Rolle. Auch für die moderne Kunst engagieren sie sich. Dabei herrschen figürliche, mythisch themenbehaftete und komplizierte Sachverhalte vor.
- Die Yoerat-Gruppe kennt ebenfalls eine Vielzahl von Festen und kulturspezifischen Objekten. Die moderne Ausrichtung darf als mäßig engagiert betrachtet werden. Allerdings werden gelegentlich Seelenboote und diverse Figuren verkauft.
- Die Bismam-Gruppe kennt nahezu alle Feste. Der Ahnenpfahl spielt eine überragende Bedeutung. Auch gibt es eine überragende Vielzahl von figürlichen Elementen zu bewundern. Außer Tabakpfeifen ist hier alles bekannt. Für die modernen Absatzmärkte werden Trommeln hergestellt und zum Verkauf vorgehalten.
- Die Becembub-Gruppe ähnelt der der Bismam-Gruppe. Auch hier sind außerordentliche Befähigungen sichtbar. Daneben tritt eine erstaunliche Interaktivität zur Modernen.
- Die Safan I-Gruppe versteht sich auf die Tradition wie die Folkloristik gleichermaßen. Alle traditionellen Objekte werden hier bis heute hergestellt. Kunstentwicklungselemente funktionieren ebenfalls, da eigene traditionelle Elemente mit jenen der traditionellen Elemente der Nachbarn erfolgreich vermischt werden.
- Die Safan II-Gruppe steht ihren nördlichen Nachbarn, der Safan I-Gruppe in Sachen Kreativität kaum nach, besondere highlights sind hier der Trommelbau und die Verzierungen an den Objekten.